# Hypogeococcus barbarae
Hypogeococcus barbarae är en insektsart som beskrevs av Mysore Anantaswamy Rau 1938. Hypogeococcus barbarae ingår i släktet Hypogeococcus och familjen ullsköldlöss. Inga underarter finns listade i Catalogue of Life.